# Нещадименко Марко Петрович
Марко Петрович Нещадименко (2 січня 1869, Сердегівка — 1 жовтня 1942, Київ) — український мікробіолог та епідеміолог, доктор медицини (з 1910 року), професор, член-кореспондент ВУАН по відділу мікробіології (з 1929 року).

## Життєпис

### Родина
Народився 2 січня 1869 року в селі Сердегівці (нині Шполянського району Черкаської області) в сім'ї православного селянина.
Батько — Петро Леонтійович Нещадим.
Мати — Варвара Федорівна.
Брат — Петро (нар. 2 січня 1873, Сердегівка).
Брат — Іван (нар. ? — пом.30 січня 1880, Сердегівка), помер однорічним малятком.
Сестра — Анастасія (нар. 4 січня 1881, Сердегівка — пом. 1 січня 1882, Сердегівка).
Сестра — Євдокія (нар. 1 березня 1883, Сердегівка — пом. 13 січня 1886, Сердегівка).
Брат — Іван (3 вересня 1885, Сердегівка — 17 квітня 1967, Смоленськ) — український радянський патофізіолог, доктор медичних наук, професор.
Сестра — Харитина (нар. 5 жовтня 1887, Сердегівка — пом.25 квітня 1926, Київ) — українська радянська актриса.

### Навчання
Провчився 10 років у Златопільській чоловічій гімназії та 1889 року склав іспити і отримав атестат зрілості.
У 1896 році закінчив медичний факультет Університету святого Володимира і влаштувався на роботу у щойно створений Київський бактеріологічний інститут.
У 1902–1908 роках навчався в навчальних закладах країн Європи, де у бактеріологічних інститутах і лабораторіях знайомився із методами виготовлення сироваток і вакцин.

### Лікарська діяльність
У 1910 році опублікував монографію про патогенез інфекційних захворювань на основі вивчення дії дифтерійного токсину на організм, подав її як дисертаційну працю і 9 лютого 1910 року захистив її в Університеті святого Володимира.
У 1917–1918 роках брав участь у формуванні Українських лікарських організацій та медичних видань, зокрема журналу «Українські медичні вісті», який почав виходити у 1918 році. Був одним з організаторів медичного факультету Українського державного університету, керівником кафедри загальної патологічної анатомії і бактеріології. Першим в Україні почав викладання бактеріології українською мовою.
У 1919 році його призначили директором Київського бактеріологічного інституту. Після реорганізації інституту в Київський інститут епідеміології і мікробіології до 1941 року обіймав посаду заступника директора з наукової роботи. Продовжуючи педагогічну діяльність, у 1919 році організував та очолив у Київському медичному інституті першу в Україні кафедру мікробіології, якою керував до 1941 року. Викладав три курси: «Загальна мікробіологія», «Медична бактеріологія» та «Спеціальна епідеміологія».
У 1920–1925 роках працював у Медичній секції ВУАН. Займався питаннями епідеміології черевного тифу, аналізував заразливість на різних стадіях хвороби — основи епідеміології черевного тифу та найактивніші шляхи боротьби з ним. У 1925 році його призначили керівником науково-дослідної кафедри теоретичної медицини. Арештовувався та перебував під слідством при підготовці процесу Спілки визволення України. 1932 році на базі доцентського курсу організував і очолив кафедру епідеміології Київського медичного інституту.

### Перша світова війна
З початком Першої світової війни у чині Колезький Радник виконує обов’язки консультанта Київського військового шпиталю, за що отримує державні нагороди.
2 жовтня 1916 року як Колезький Радник та Головний лікар Волочиського обсерваційного пункту для військовополонених отримує чин Статський Радник.

### Нагороди
- Орден Святого Станіслава 2 ступеня (22 листопада 1915 року затверджене нагородження 9 січня 1915 року Головнокомандувачем арміями – фронту за відмінно-ретельну службу та працю виявлену під час військових дій);
- Орден Святої Анни 2 ступеня (22 листопада 1915 року затверджене нагородження 2 березня 1915 року Головнокомандувачем арміями – фронту за відмінно-ретельну службу та працю виявлену під час військових дій).

### Останні роки життя
Помер в Києві 1 жовтня 1942 року. Похований на Байковому кладовищі (ділянка № 1).

## Наукова діяльність
Одним з перших вивчав дію дифтерійного токсину на організм, у 1926 році застосував анатоксин для профілактики дифтерії, специфічної профілактики туберкульозу за допомогою вакцини БЦЖ. Запропонував нові методи мікробіологічного дослідження, разом зі своїм учнем С. С. Дяченком вивчав роль стрептокока в інфекційній патології людини.
Автор близько 50 наукових праць, присвячених актуальним питанням мікробіології. Серед них:
- Специфическая профилактика туберкулеза по Кальметту. — 1929;
- Цереброспинальный менингит. — К., 1935 (співавтор);
- Дифтерия. — К., 1936;
- Стрептококк. — К., 1937.